# Oudendijk (Holanda do Norte)
Oudendijk (52° 36′ N, 4° 58′ L) é uma cidade dos Países Baixos, na província de Holanda do Norte. Oudendijk (Holanda do Norte) pertence ao município de Koggenland, e está situada a 9 km southwest of Hoorn.
Em 2001, a cidade de Oudendijk tinha 127 habitantes. A área urbana da cidade é de 0.022 km², e tem 51 residências. 
A área de Oudendijk, que também inclui as partes periféricas da cidade, bem como a zona rural circundante, tem uma população estimada em 470 habitantes.